# Marcel Pichon
Marcel Pichon (1921–1954) va ser un botànic francès especialista en les Apocynaceae.

## Publicacions
- 1948. Classification des apocynacées. 1. Carissées et ambelaniées
- 1948. Classification des apocynacées : . IX. Rauvolfiées, alstoniées, allamandées et tabernémontanoïdées
- 1950. Classification des apocynacées. 25. Échitoïdées et supplément aux pluméroïdées
- 1953. Monographie des landolphiées : Classification des apocynacées, XXXV